# Timothy McVeigh
Timothy James McVeigh (23 d'abril de 1968 - 11 de juny de 2001) va ser un terrorista domèstic nord-americà que va perpetrar l'atemptat de la Ciutat d'Oklahoma el 1995, que va matar 168 persones i en va ferir més de 680 persones. El bombardeig va ser l'acte de terrorisme més mortífer dins dels Estats Units abans dels atacs de l'11 de setembre i segueix sent l'acte de terrorisme intern més mortal en la història dels Estats Units d'Amèrica.
El 1987 va ingressar al servei militar i va entrenar primer a Fort Benning. Durant el seu servei, McVeigh va radicalitzar el seu amor per les armes afiliant-se al Partit Republicà i a l'Associació Nacional del Rifle, i va fer amistat amb Terry Nichols, qui també detestava al Govern.
Va ser arrestat poc després del bombardeig i acusat d'onze ofensos federals, incloent l'ús d'una arma de destrucció massiva. Va ser considerat culpable per tots els càrrecs el 1997 i condemnat a mort.
Va recitar el poema "Invictus" com les seves últimes paraules abans de complir la seva sentència.